# 1992 BG
1992 BG är en asteroid i huvudbältet som upptäcktes den 24 januari 1992 av den japanska astronomen Takeshi Urata vid Nihondaira-observatoriet.
Asteroiden har en diameter på ungefär 9 kilometer.